# Sláger Rádió
A Sláger Rádió egy magyarországi, korábban országos lefedettséggel rendelkező kereskedelmi rádió, a magyar kereskedelmi rádiók piacának egyik legjelentősebb szereplője volt. A Sláger Rádió volt a második országos lefedettséggel sugárzó kereskedelmi rádió. Zenei stílusa egészen az 1960-as évektől napjaink legnagyobb slágereiig terjedt. Adása 1998-ban kezdődött el, miután tulajdonosai győztesen kerültek ki az az ORTT által az országos lefedettséget biztosító frekvenciacsomagra kiírt pályázatából. Az Sláger Rádió az idősebb korosztálynak szóló nosztalgiarádióként indult, ám az idő előrehaladtával mind zenei kínálatát, mind műsorszerkezetét alaposan átalakította. Működésének 12 éve alatt a vállalkozás Magyarország leghallgatottabb kereskedelmi rádiójává küzdötte fel magát, több műsora pedig a rádiós piac meghatározó jelenségévé vált. 2009-ben a Sláger nem tudta megújítani az országos frekvenciacsomagra korábban elnyert koncesszióját, így 2009. november 19-én a földi analóg műsorszórás befejeződött. Internetes adóként a Sláger még közel egy évig, 2010. október 28-ig működött. 

## Története

### Kezdetek
A rádió tulajdonosi konzorciumában részt vevő vállalatok, az amerikai EMMIS Communication, a Credit Suisse First Boston, illetve a JMG Super Express kft. A pályázaton az akkor még Hungária Rádió néven induló konzorcium a legnagyobb lefedettséget biztosító frekvenciacsomag használati jogát nyerte el. A Hungária Rádió ORTT-hez eljuttatott pályázatában a legfrissebb könnyűzenei újdonságokra, illetve a közelmúlt (1980-as, '90-es évek) népszerű könnyűzenéire épülő műsortervről számolt be. Az új rádió 1997. november 18-án kötötte meg az Országos Rádió és Televízió Testülettel a működésének alapjául szolgáló műsorszolgáltatási szerződést.
Az aláírást követően megkezdődtek a sugárzást előkészítő tevékenységek: kialakították a rádió technikai hátterét, munkatársakat vettek fel és közvélemény-kutatásokat végeztek. A vizsgálatok azonban nem tükrözték vissza a pályázatban leírtak megvalósíthatóságát: a hallgatók a friss zenék helyett a inkább a régi idők slágereit preferálták. Ez nehéz helyzetet teremtett, hiszen a konkurens Danubius Rádió is hasonló tervekkel lépett a piacra. A vizsgálat nyomán alapvetően változtatták meg a rádió műsortervét: nem csak a legújabb könnyűzenéket, de a korábbi évtized zenéit is száműzték a kínálatból. A rádió 1998. február 16-án, éjfélkor kezdte meg sugárzását Sláger Rádió néven, György Gábor alapító vezérigazgató szavaival, majd az LGT 1977-es, "A Rádió" című dalával. Az ORTT néhány napon belül 11 millió forintra bírságolta meg a rádiót, mivel az nem a pályázatban megjelölt Hungária Rádió nevet használta. A zenéket kezdetben a '60-as, '70-es évek slágerei jelentették, amelyhez 2000 februárjától az 1980-as évek slágerei is csatlakoztak.

### Út a csúcsra
A Sláger Rádió gyorsan jelentős szeletet hasított ki a magyarországi rádiós piacból, de sokáig csak a második leghallgatottabb rádió volt. A régi slágerekkel operáló műsorterv elsősorban az idősebb korosztály számára volt vonzó, a 40 év fölöttiek között már az első időszak végére megszerezte a hallgatók zömét. 1999. április 1-én érkezett az adóhoz a korábban a konkurens Danubius Rádióban szereplő Bochkor Gábor, akinek vezetésével egy új, a műsorvezető karakterére építő műsort, a Bumeráng indított útjára a Sláger. Bochkor Gábor és a hozzá bő fél évvel később csatlakozó Boros Lajos a rádió húzóneveivé váltak. Az új reggeli műsor mellett a rádió sikerrel honosított meg olyan korábban ismeretlen műsorszámokat, mint a déli kívánságműsor, a tematikus zenei hétvége, illetve a rádió zenei karakterének meghatározását segítő nyilvános zenei teszt. A rádió rendszeresen szervezett országjárásokat, amelynek keretében a stáb kitelepült egy-egy kiválasztott városba. 2000 tavaszán a rádió zenei kínálatába felvették az 1980-as évek slágereit. 2003-ban szakítottak a zeneszámok keletkezési ideje alapján történő szelektálással és attól kezdve korszaktól függetlenül az ismert és népszerű könnyűzenei előadók jutottak szerephez (ezt fejezte ki „a stílus fontos, nem az évtized” szlogen). 2005 tavaszán a rádió új arculatot alakított ki; lecserélték a rádió hangját és logóját is, a stúdiót pedig Budaörsről Budapestre, a Fő utcába költöztették. A rádióadó 2003-tól kezdve már nyereséget termelt tulajdonosainak. A hallgatók is igazolták a rádió műsorpolitikáját: a Sláger az egyre éleződő verseny körülményei közepette 2006-ra utolérte, majd maga mögé utasította a versenytárs Danubiust.

### Harcban a hatósággal
A Sláger Rádió a koncessziós pályázatban ígértektől való eltérés miatt már kezdetben szembekerült az ORTT-vel. A rádió nem csak a pályázatban ígért programoktól tért el, hanem a pénzügyi szerződésben foglaltakat sem teljesítette. A működés első három éve alatt kiderült, hogy a magyar rádiók piacán folyó egyre kiélezettebb versenyben a Sláger nem tudja kitermelni a frekvenciacsomag használatáért ígért díjat. A társaság 2001 második felében felfüggesztette a koncessziós havidíj fizetését, majd több mint egy évig nem volt hajlandó a frekvenciák használatáért ajánlott összeget átutalni az államkincstár számára. A díjak nem fizetése miatt igen megromlott a viszony a hatósági szerepet képviselő ORTT-vel, amely szerződésszegésre hivatkozva 2002. november 22-én felbontotta a Sláger Rádióval megkötött szerződést. A rádió és a hatóság összecsapása a Sláger számára kedvező kompromisszummal zárult: a hatóság 70%-kal csökkentette a rádió által fizetendő díjakat, azok megfizetéséért cserébe pedig 5 évvel (2009-ig) hosszabbította meg a Sláger koncesszióját.
Az ORTT többször is szabott ki bírságot az adóra a kiskorúak védelmére vonatkozó szabályok és a hirdetések közzétételére vonatkozó szabályok megsértése miatt. Azonban ahogy korábban a koncessziós díjakat nem utalta át a Sláger, sokáig a hatóság által kiszabott büntetéseket sem volt hajlandó kifizetni. A vállalkozás 2005-re már 80 millió forintos büntetésekből származó adósságot halmozott fel. Többször büntették meg a Slágert a Bumeráng című reggeli műsorában elhangzottak miatt.

### Az országos frekvenciacsomag elvesztése
Az Országgyűlés a két országos kereskedelmi rádió számára kedvező határozatot hozott 2008 őszén, amikor újabb periódusra pályázat nélkül meghosszabbította koncessziójukat, ekkor úgy tűnt, hogy a Sláger Rádió hosszú távon tartós szereplője maradhat a magyar kereskedelmi rádiók piacának. 2009 nyarán azonban az alkotmánybíróság az alkotmánnyal ellentétesnek találta a frekvenciacsomagra vonatkozó koncesszió meghosszabbítását, a határozat nyomán mégis ki kellett írni a pályázatokat. A frekvenciákra újból pályázó Sláger Rádió hallgatói szolidaritási mozgalmat szervezett a döntés idejére. A rádióműsor mellett utcai óriásplakátokon és egy koncerten is demonstrálták az adó népszerűségét. A pályázatok közötti versenyben azonban a rádió elvérzett, a frekvenciákért általa kínált ár jóval alatta maradt a versenytársakénak. Valójában a két új rádiónál sales house-ok, kereskedőházak értékesítik a reklámidőt, és így ezekben keletkezik az árbevétel. Ilyen értékesítési szerkezetben lehetséges, hogy a rádióknak csak annyi pénzt adnak át, hogy ne boruljon azoknak mérlege, és a vállalt minimális koncessziós díjakat ki tudják fizetni. Az október 28-án kihirdetett eredmények szerint a Sláger Rádió elvesztette az országos frekvenciacsomagra az ORTT által kiírt pályázatot.
A frekvencia elvesztését többen politikai indíttatású döntésnek minősítették, többek között az ORTT elnöke is, aki a döntés után lemondott elnöki posztjáról. Ezt a feltevést látszott alátámasztani hogy az SZDSZ megpróbálta a parlament elé vinni az ügyet egy vizsgáló bizottság sürgős felállításáról szóló javaslattal, de ezt a többi parlamenti párt közösen utasította el. Barbara Brill, az Emmis Communications külföldi érdekeltségeit összefogó leányvállalatának alelnöke úgy nyilatkozott, hogy pártfinanszírozási célból "a Fidesz és az MSZP emberei is felkeresték az amerikai céget még a tendereztetési eljárás megindulása előtt és világos ajánlatot tettek: akkor nyerhetnek a műsorszolgáltatási versenytárgyaláson, ha eladják a cég 50 százalékos résztulajdonát."
A Sláger Rádió, a Danubius Rádió, valamint a pályázat első rostáján kieső Zene Rádió Zrt. bíróságon támadta az ORTT, a közvéleményben is nagy vihart kavart döntését. A Sláger Rádió 2010. július 14-én másodfokon is pert nyert, a Budapesti Ítélőtábla 2010. július 14-i határozatában helybenhagyta a Fővárosi Bíróság ítéletét és megállapította, hogy az ORTT már be sem fogadhatta volna a Neo FM pályázatát. Az ítélet következménye a "Lex Sláger" lett, a médiatörvény módosítása, mely biztosította azt, hogy a Class FM és Neo FM ne veszíthesse el a "nekik adományozott" frekvenciákat. Ugyanis az addig hatályos jogszabály szerint a jogsértő állapotot mindenképp meg kellett volna szüntetni: 

„azonnali hatállyal kell felmondani a szerződést, ha a szerződést nem lehetett volna megkötni, és a jogsértő állapot még fennáll”

 A módosítás visszamenőlegesen vált érvényessé, amely szerint: 

„azonnali hatállyal kell felmondani a szerződést, ha a szerződést nem lehetett volna megkötni, és a – kizárólag a műsorszolgáltató által előidézett – jogsértő állapot még fennáll”

 A "Lex Sláger" értelmében tehát a szerződést már csak a műsorszolgáltatók jogsértése esetén lehetséges felbontani, azonban a pályázatok elbírálásáért nyilvánvalóan az ORTT volt hibáztatható. Az ORTT döntését követő szűk 3 hétben a hallgatók több kisebb tiltakozást és felvonulást szerveztek, sokan jelentek meg a Sláger Rádiót támogató szimpátiakoncerten is. A hallgatók támogatásuk jeléül aláírást gyűjtöttek, kék-piros szalagokat viseltek (kék a Danubius Rádiót a piros a Sláger Rádiót szimbolizálta), közösségi oldalakon klubokat hoztak létre kedvenc rádiójuk megmentésére.
Egy bő hónappal az ORTT döntését követően 9 ország (USA, Japán és egyéb nagyobb európai államok) diplomáciai megbízottjai figyelmeztették Magyarországot, hogy a "nem átlátható viselkedés" ára a külföldi tőkebefektetés mértékének csökkenése és így a gazdasági növekedés csökkenése lehet.
A rádió vezetése több kisebb rádióval is tárgyalásokba kezdett azok felvásárlásáról vagy hullámhosszuk bérletéről. Elsősorban egy budapesti frekvencia megszerzésére törekedtek, tárgyalások folytak a Pont FM és a Roxy Rádió vezetőivel is, illetve a Rádió 1 megvásárlásáról is. A tulajdonosok szándéka ellenére az országos sugárzás megszűnéséig nem sikerült helyi frekvenciát szerezni az adó számára. A Sláger Rádió országos koncessziója 2009. november 18-án éjfélkor járt le. Az országos frekvenciacsomag elvesztése után a világhálón folytatódott az adás, ám a tulajdonosok rövid időn belül jelezték, hogy felhagynak az analóg frekvencia megszerzésére tett kísérleteikkel. A rádió dolgozóit elbocsátották, a Sláger pedig egy műsorvezetők nélküli internetes zenerádióként folytatta műsorát. A tulajdonos néhány nappal később mégis a maradás mellett döntött és frekvenciái elvesztése miatt perelte be az ORTT-t. Bár a 2010-es év folyamán több fővárosi és regionális frekvencia koncessziója járt le, a Sláger egyetlen pályázaton sem indult el, mivel az országos műsorszórás lehetőségét jogi úton is visszaszerezhetőnek tartották.
A Sláger Rádió megszűnésének utolsó momentuma volt, amikor 2010. október 27-én éjfélkor megszüntették az online műsorszolgáltatást is. Erről Brill Barbara, az Emmis egyik vezetője számolt be a Sláger Rádió weboldalán. A közlemény szövege a következő volt:

„Sajnálattal közöljük a lojális hallgatóinkkal, hogy a Sláger Rádió október 28-tól, több mint 12 évnyi rádiózás után a továbbiakban már nem lesz hallható az interneten.

Amennyiben cégünk kapott volna lehetőséget a folytatásra, a Sláger Rádió továbbra is hallható lenne úgy az analóg frekvenciákon mint az interneten.

Szerencsétlenségünkre a Magyar Köztársaság kormánya egy jogellenesen pályázó ajánlattevőnek ítélte a Sláger Rádió frekvenciáját.

Kívánunk Önöknek és a családjaiknak, jó egészséget és boldogságot a jövőben.

Üdvözlettel:

Barbara Brill

Senior Vice President

Emmis International”

### Utóélete
A rádió amerikai tulajdonosa, az Emmis komoly diplomáciai nyomást is kifejtettek Magyarországra a döntés megváltoztatása érdekében, ám erőfeszítéseik hiábavalóak maradtak. Mivel 2011 februárjában sikertelenül zárult a peren kívüli megegyezésre szánt kötelező konzultációs időszak, a Világbank beruházási döntőbíróságán (ICSID) perelte be az Emmis Communications Magyarországot, és így tett később a Danubius svájci tulajdonosa is külön keresettel. A két vállalat 50-50 millió amerikai dolláros kártérítést követelt. A tárgyalás első fordulója 2013. december 16-án kezdődött el Washingtonban, amely 3 napon keresztül tartott. Később, 2014-ben azonban az ICSID elutasította az EMMIS keresetét.
2012. november 9-én önként szűnt meg a Neo FM, miután a csődvédelmet nem hosszabbították meg. Ennek hatására később megindulhatott az FM1 Zrt. felszámolása is, amelynek folyamata 2017-ig tartott. A frekvenciákra nem írtak ki új pályázatot, helyette 2013-ban az akkori árvízhelyet miatt az Árvízvédelmi Rádió szólt néhány hétig, majd a Médiatanács 2014. január 2-án annak nagy részét a Kossuth Rádiónak és a Dankó Rádiónak adta.
2015-ben a Juventus Rádiót megvásárolta a Radu Morar tulajdonában álló Tematik Kábel Kft, ezután a műsorszolgáltató nevet és részben profilt váltott, felvette a Sláger FM nevet. A két rádiónak azonban sem műsorkészítők, sem tulajdonosok tekintetében nincs köze egymáshoz.
2016. május 17-én a Sláger Rádió Zrt. megvette a Class FM rádiót. A Sláger Rádióhoz hasonlóan, az adó analóg megszűnése után közel két évig, 2018. október 27-ig működött tovább az interneten. 
A Retro Rádió 2022. február 14-én felvette a megszűnt rádióadó néhai jelmondatát.

## Lefedettség, frekvenciák

A Sláger Rádió analóg adóhálózata; 1998-2009)

A rádióállomás műsorait az Antenna Hungária Rt. 16 adótelepről közvetítette, a lakossági lefedettség elérte a 81%-ot.

## Műsorok
A rádió egykori műsorai:
- Bumeráng
- Hétvégi kívánságműsor
- Dumakanyar
- Hétvégi életmódmagazin
- Lali király
- Levezető
- Jó munkát!
- Éjszakai őrjárat
- Sláger hétvége
- Szerelem hullámhosszán
- Békítő hétfő
- Pajzán szerda

## Műsorvezetők
- Cseke László
- Komjáthy György
- Csizinszky Éva
- Gaják Petra
- Juhász Gergely
- Pilán Éva
- Thuróczy Richard
- Vas Maya
- Kalácska Gábor
- Végvári Ági
- Bochkor Gábor
- Boros Lajos
- Voga János
- Varga Kata
- Argyelán Kriszta
- Hajdú Tibor
- István Dániel

Az alapító műsorvezetők:
- Ivanics Eszter
- Gaál Zoltán
- Szabó Tamás
- Leirer Timea
- Fejes Imre
- Varga János
- DJ Feaky D. (Perjés Zoltán)
- Sárdi Enikő
- Vágó Piros